# Вовчок (притока Ушиці)
Вовчо́к — річка в Україні, в межах Ярмолинецького району Хмельницької області. Ліва притока Ушиці (басейн Дністра). 

## Опис
Довжина 20 км. Площа водозбірного басейну 185 км². Долина коритоподібна. Річище слабозвивисте (у пониззі більш звивисте). Стік частково зарегульований ставками. 

## Розташування
Вовчок бере початок при північній околиці села Буйволівці. Тече переважно на південний схід, у пригирловій частині на південь. Впадає до Ушиці при північній частині села Лисівка. 

## Притоки
Річка без назви- ліва притока. Бере початок на північному заході від Кадиївки. Тече переважно на південний схід через Слобідку-Кадиївську і у Правдівці впадає у Вовчок. Довжина річки 11 км. Площа басейну 20,2 км².